# Svensk fonologi
Svensk fonologi beskriver fonologin i svenska språket, dvs. hur språkljuden fungerar inom språksystemet.
Svenska språket är rikt på vokaler, med speciellt många främre rundade vokaler ur ett internationellt perspektiv. Karakteristiskt är också distinktionen mellan korta och långa fonem. De frikativa konsonanterna domineras av tonlösa varianter. Några av konsonanterna uppvisar stor variation över språkområdet. Det gäller framförallt allofoner av sje-ljudet och r-ljudet. I delar av språkområdet förenas /r/ ofta med efterföljande konsonanter och omvandlar de senare till retroflexa varianter.

## Vokaler
Svenska språket har en relativt rik uppsättning vokaler. Det karaktäriseras av en distinktion mellan kort och lång vokal, vilket är betydelsebärande i betonade stavelser. Förekomsten av flera främre rundade vokaler är också karaktäristiskt för svenskans fonemsystem. 
De främre vokalerna har historiskt legat relativt stabilt, men under de senaste århundradena har sammanfall av fonem präglat systemet. De bakre vokalerna genomgick under medeltiden en omfattande kedjeförskjutning kallad Den stora vokaldansen, men omfattningen varierar mellan dialekterna. Med en ändringsobenägen svensk ortografi har resultatet i standardsvenskan blivit att skriftens hårda vokaler ⟨o⟩ och ⟨u⟩ är förskjutna i förhållande till de "normala" (t.ex. tyska) uttalen och i förhållande till IPA-symbolerna som används i denna artikel för att beteckna fonemen. 

### System med 15–18 vokalfonem

Vokaler i standardsvenskan i Stockholmsområdet. Antalet punkter är 17, vilket kommer sig av sammanfall av kort //e// och kort //ɛ// till ett fonem (här betecknat ɛ).

Med en klassisk definition av fonem kan man i standardsvenskan identifiera upp till 18 vokalfonem. Hos många talare är dock antalet fonem något färre, på grund av sammanfall av uttalet av vissa par av fonem. De 18 vokalfonemen kan uppdelas i 9 långa och 9 korta vokaler, vilka presenteras i följande två tabeller. 
1 Sammanfall av de två fonemen /e:/ och /ɛ:/ initierades i Stockholm under 1700-talet i smältdegeln av inflödande dialekter med olika sätt att åtskilja dem. Sammanfallet spred sig till Finland och östra Svealand. Idag är sammanfallet starkt förankrat i finlandssvenskan, i synnerhet högsvenskan, där ordpar som veta–väta uttalas likadant. I Sverige är sammanfallet på tillbakagång och hörs främst hos äldre generationer, medan unga talare normalt skiljer på fonemen.
2 Beteckningarna /ɑ:/ och /ɒ:/ förekommer för detta fonem ("långt A").
1 Sammanfall uppkommet under 1700-talet på samma sätt som motsvarande sammanfall av de långa vokalerna (se ovan). I detta fall har dock sammanfallet fått bred spridning i det svenska språkområdet. Det är således vanligt med samma uttal i ordpar som ett–ätt.
2 Sammanfall av /ø/ och /ɵ/ är vanligt, i synnerhet framför /r/ som i ordparet mörkna–murkna. Hos unga talare ökar sammanfallet även i andra kontexter, t.ex. högg–hugg, döma–dumma och Lönndahl–Lundahl.
3 Beteckningarna /ø/ och /œ/ förekommer för detta fonem ("kort Ö").

### System med 1+9 vokalfonem
Ett alternativt synsätt är att betrakta distinktionen lång–kort vokal som ett fonem i sig. I standardsvenskan behövs då endast nio vanliga vokalfonem som kombineras med fonemet lång/kort, vilket ger ett normalare tillstånd i ett globalt perspektiv. De nio fonemen kan sammanfattas enligt följande tabell.
1 Fonemenet /ɛ/ uttalas öppnare framför /r/, t.ex. "här" och "värk". Götamålen har ofta inte denna allofoni.
2 Fonemenet /ø/ uttalas öppnare framför /r/, t.ex. "mör" och "mörk". Götamålen har ofta inte denna allofoni.
3 En trend i delar av språkområdet bland yngre talare är ett öppnare uttal av långt /ɛ/ och långt /ø/ i alla sammanhang.
4 Standardsvenskans fonem /o/ har sitt ursprung i ett sammanfall av två fonem, /o/ och /ô/. Sammanslagningen av dessa startade i ett mindre område nordväst om Stockholm och har kommit att bli normgivande för standardssvenskan. Än idag görs dock åtskillnad mellan de två ursprungliga fonemen i de flesta dialekter i landet. Där görs således en tydlig skillnad i uttal inom följande ordpar: gått–gôtt, flått–flôtt, kål–kôl. Uttalet av fonemet /ô/ varierar, men är normalt längre fram i munnen än standardsvenskans /o/. I nordskånskan är det en diftong.

### Diftonger
Standardsvenskans vokaler betraktas normalt som monoftonger, men små vokalglidningar är vanligt. Standardspråket innehåller också stavelser med tydliga diftonger, t.ex. ⟨au⟩ i "automat", men dessa diftonger betraktas inte som egna fonem utan som uppradade vokaler. I några dialekter, främst gotländska och skånska, motsvaras standardsvenskans monoftonger av mycket tydliga och karaktäristiska diftonger. En del av dessa härstammar från gamla nordiska diftonger, medan andra uppkommit under senare tid.

### Extra vokalfonem i dialekter
Utöver vokalfonemen i standardsvenskan finns i dialekterna ytterligare några vokaler med fonemisk status:
- /ô/, svenskans tionde vokal, förekommer i många dialekter, framförallt i västra Sverige. Den uppkom som resultat av den stora vokaldansen i yngre fornsvensk tid. Exempel på ord är gôtt och kôl. Den finns i både lång och kort variant. Uttalet är normalt öppnare än /ø/ (bokstaven ⟨ö⟩).[11]
- /â/, en främre, lång, öppen vokal som förekommer i dialekter i Dalarna.[12]

## Konsonanter
Svenskan har cirka 18 konsonantfonem. Klusilerna och nasalerna bildar ett stabilt system, medan frikativerna /ɧ/ (sje-ljud) och /ɕ/ (tje-ljud), samt /r/-ljudet är mer instabilt och uppvisar stora variationer över tid och geografiskt. Sandhi förekommer, bl.a. vid generering av retroflexa konsonanter under påverkan från föregående /r/.

### Konsonantfonem
Standardsvenskan anses normalt ha 18 konsonantfonem, enligt nedanstående tabell. De nio fonemen i övre halvan av tabellen (nasaler, samt tonlösa och tonande klusiler) bildar ett stabilt subsystem, 3×3, med tre artikulationsställen i den horisontella dimensionen. Som framgår av tabellens fotnötter är situationen i den undre halvan av tabellen långt mer instabil och flytande. Bakre varianter av sje-ljudet och r-ljudet har vandrat in söderifrån. Tje-ljudet /ɕ/ och sje-ljudet /ɧ/ har överlappande uttal, om man betraktar hela språkområdet. 
|              |              | Labiala | Dentala/ Alveolara | Palatala | Velara | Glottala |
| ------------ | ------------ | ------- | ------------------ | -------- | ------ | -------- |
| Nasala       | Nasala       | m       | n                  |          | ŋ      |          |
| Klusila      | tonlösa      | p       | t                  |          | k      |          |
| Klusila      | tonande      | b       | d                  |          | ɡ      |          |
| Frikativa    | Frikativa    | f       | s                  | ɕ1       | ɧ2     | h        |
| Approximanta | Approximanta | v3      | l4                 | j3       |        |          |
| Rotiska      | Rotiska      |         | r5                 | r5       | r5     |          |

1 Tje-ljudet betecknas här /ɕ/ i enlighet med det normala frikativa uttalet [ɕ] i Sverige. I finlandssvenska är det normalt en affrikata med uttalet [tɕ], dvs med tydligt t-förslag.
2 Sje-ljudet betecknas här /ɧ/, men en annan vanlig beteckning är /ʃ/. Det finns två huvudallofoner för uttalet av fonemenet: I norra Norrland, längs gränsen mot Norge och i Finland finns ett främre uttal ([ʃ] och [ʂ], samt i Finland även [ɕ]). I Götaland och södra Svealand finns främst ett bakre uttal ([ɧ] eller [x]). Mellan dessa områden finns i östra Svealand och södra Norrland ett område där det bakre uttalet används i början av ord och det främre på andra platser.
3 I tabellen betraktas /v/ och /j/ som approximanter. Ett alternativ är att betrakta dem som de tonande frikativerna /v/ och /ʝ/, som bildar naturliga par med motsvarande tonlösa frikativer, /f/ och /ɕ/.
4 L-ljudet i standardsvenskan har ett tunt l-ljud, [l]. Många dialekter har också en tjockare variant, [ɽ], med retroflex tungposition.
5 R-ljudet har två huvudallofoner för uttalet av fonemenet: I norra och mellersta Sverige samt i Finland används ett främre uttal, antingen rullande [r], kort [ɾ] eller approximanta [ɹ]. I större delen av Götaland dominerar ett bakre, skorrande, tungrots-r, [ʁ]. Mellan dessa områden finns i norra Götaland och delar av Svealand ett område där det bakre uttalet används i början av ord och det främre på andra platser.

### Hårda och mjuka konsonanter
Under historisk tid har konsonantsystemet starkt präglats av successiva förskjutningar i uttalet av konsonanter framför främre (mjuka) vokaler. Detta är speciellt tydligt i svensk ortografi vad gäller uttal av skriftens ⟨g⟩ ⟨k⟩ och ⟨sk⟩ framför "mjuka vokaler". Även i dagens system finns skillnad i uttal av många konsonantfonem beroende på efterföljande vokal, men många talare är omedvetna om dessa skillnader och de räknas som allofoner utan fonemstatus.

### Extra konsonantfonem i dialekter
- Det tjocka retroflexa L-ljudet, [ɽ], har i en del dialekter status som fonemet /ɽ/. Ett exempel är sörmländska, där ordet velat med tjockt /ɽ/ har betydelsen "inte kunnat bestämma sig", medan velat med tunt /l/ har betydelsen "önskat". Fonemet motsvaras i standardsvenskan av vissa förekomster av /l/ och /rd/. Fonemet kan inducera retroflex sandhi på samma sätt som /r/ gör (se nedan).[18]

### Retroflex sandhi
Fonemet /r/ följt av dentala konsonanter (/t, d, n, l, s/) uttalas på ett speciellt sätt i mellersta, västra och norra Sverige. R-ljudet försvinner och efterföljande konsonant omvandlas till motsvarande retroflex konsonant [ʈ, ɖ, ɳ, ɭ, ʂ]. Exempel är /rt/, /rd/, /rn/, /rl/ och /rs/ i orden "gjort", "jord", "barn", "karl" och "fors". Fonemet /r/ påverkar inte bara närmaste konsonant, utan kan också påverka dentala konsonantkluster, som /rnst/ i ordet ”barnstol”, där tre efterföljande konsonanter /n/, /s/ och /t/ alla uttalas retroflext som [ɳ], [ʂ] och [ʈ], dvs [bɑ:ɳʂʈu:l]. Processen är en äkta sandhiprocess eftersom sammansmältning även sker mellan morfem och ord. I dagligt tal dras exempelvis /rn/ och /rl/ samman över ordgränsen i uttryck som ”herr Nilsson” och ”går sakta”.

### Konsonantkluster
Svenskans fonotax medger relativt långa konsonantkluster. Svenskans morfem kan innehålla upp till tre konsonanter i följd, men det är då alltid någon av följande sex kombinationer: /spl/, /spj/, /spr/, /str/, /skr/, /skv/. Tvärs över morfemgränser kan svenska ord innehålla ännu fler konsonanter i följd, t.ex. sex stycken i ordet "franskspråkig".

### Segmentförteckning
| segment (IPA) | grafem | exempel |
| ------------- | ------ | ------- |
| p             | p      | ”spola” |
| b             | b      | ”bra”   |
| t             | t      | ”tand”  |
| d             | d      | ”dag”   |
| k             | k      | ”kort”  |
| g             | g      | ”gas”   |

Det finns två versioner av klusiler; aspirerade och oaspirerade. Oaspirerade förekommer efter frikativor. Jämför ”spalt” och ”palt”.
| segment (IPA) | grafem                           | exempel                                                            |
| ------------- | -------------------------------- | ------------------------------------------------------------------ |
| f             | f                                | ”föl”                                                              |
| v             | v                                | ”vak”                                                              |
| s             | s                                | ”sen”                                                              |
| ɧ, ʂ          | sj m.fl.                         | ”sju”, ”stjärna”, ”skjul” se kommentarer för dialektala avvikelser |
| j             | j, g, gj, hj, lj, dj             | ”jacka”, ”göra”, ”gjuta”, ”hjälpa”, ”ljus”, ”djup”                 |
| ɕ             | tj, k (även ’ch’ i vissa lånord) | ”tjur”, ”kind”                                                     |
| ʂ             | rs, sj m.fl.                     | ”fars”, ”kors”                                                     |
| h             | h                                | ”hård”                                                             |

| segment (IPA) | grafem | exempel |
| ------------- | ------ | ------- |
| r, ʁ          | r      | ”rak”   |

/r/ kan ibland uttalas som [ɾ] i dagligt tal. 
| segment< (IPA) | grafem | exempel       |
| -------------- | ------ | ------------- |
| l, ɽ           | l      | ”lila”, ”bli” |

| segment (IPA) | grafem | exempel        |
| ------------- | ------ | -------------- |
| m             | m      | ”mun”          |
| ɱ             | m      | ”framför”      |
| n             | n      | ”nål”          |
| ŋ             | ng     | ”stång”        |
| ɳ             | rn     | ”barn”, ”torn” |

| segment (IPA) | grafem | exempel          |
| ------------- | ------ | ---------------- |
| ʈ             | rt     | ”torrt”, ”kort”  |
| ɖ             | rd     | ”mord”, ”borde”  |
| ɳ             | rn     | ”barn”, ”torn”   |
| ɭ             | rl     | ”porla”, ”pärla” |
| ʂ             | rs     | ”fars”, ”kors”   |

### Källförteckning
- Rosenqvist, Håkan (2007). Uttalsboken: svenskt uttal i praktik och teori. 1. uppl. Stockholm: Natur & Kultur